# Wohn- und Wirtschaftsgebäude Rotenburger Straße 50
Das Wohn- und Wirtschaftsgebäude Rotenburger Straße 50 in der niedersächsischen Gemeinde Fintel wurde zur Mitte des 19. Jahrhunderts gebaut. Aktuell (2025) wird es zum Wohnen genutzt.
Das Gebäude steht unter Denkmalschutz (siehe auch Liste der Baudenkmale in Fintel).

## Geschichte und Beschreibung
Fintel wurde 1105 als Wintla erstmals erwähnt und gehört zum Landkreis Rotenburg (Wümme).
Das eingeschossige traufständige Gebäude als Zweiständer-Hallenhaus in Fachwerk mit Steinausfachungen, reetgedecktem Krüppelwalmdach mit Fledermausgaube, Niedersachsengiebel mit Uhlenloch, Pferdeköpfen und Grooter Door mit Korbbogen, aber ohne seitliche Stalltüren, wurde um 1850 gebaut.
Das Landesdenkmalamt befand u. a.: „… ein regionstypisches Hallenhaus der Mitte des 19. Jahrhunderts in Zweiständerkonstruktion ….“